# R-103 (misil)
R-103 fue un misil soviético desarrollado poco después de la finalización de la Segunda Guerra Mundial. Pretendía ser un duplicado del misil Taifun alemán, pero finalmente no llegó a producción. En su lugar, los soviéticos crearon el R-110.
Tras la Segunda Guerra Mundial, Stalin decidió duplicar la tecnología militar alemana, básicamente el misil balístico V2 (lo que dio lugar a los misiles R-1, R-2 y R3) y los misiles tierra-aire Wasserfall, Rheintochter, Schmetterling y Taifun. Con el decreto 1017-419, del 13 de mayo de 1946, se creó el instituto NII-88, en Podlipki, al noreste de Moscú, para realizar este trabajo. Para duplicar el Taifun se creó el grupo SKB 6, liderado por Pavel Ivanovich Kostin.
El misil Taifun debería haber sido capaz de abatir blancos a 15 km de altura. Los alemanes habían fabricado componentes para hasta 700 misiles Taifun, pero solo llegaron a completar 15 de ellos hacia el fin de la guerra, y de esos 15 solo cinco se probaron en Peenemünde. La versión que utilizaba combustible líquido nunca llegó a probarse por parte de los alemanes, y era la versión que los soviéticos querían desarrollar. Los propelentes a usar serían ácido nítrico y queroseno.
El diseño soviético fue aprobado hacia mediados de 1947. Se hicieron 200 lanzamientos de prueba desde Kapustin Yar utilizando los componentes alemanes en diciembre de 1948. Otros 202 fueron probados en el primer cuarto de 1950, con resultados positivos. Entre junio y julio de 1950 se probaron los R-103 completamente soviéticos, y su versión R-103A, algo más alargada. Sin embargo, la efectividad del misil no fue la prevista, y finalmente el proyecto fue cancelado a favor del R-110, más grande.

## Especificaciones
- Empuje en despegue: 7,717 kN
- Masa total: 31 kg
- Diámetro: 0,1 m
- Longitud total: 2,07 m
- Envergadura: 0,22 m
- Ojiva: 1,05 kg
- Alcance máximo: 15 km
- Velocidad máxima: 4490 km/h